# André Negrão

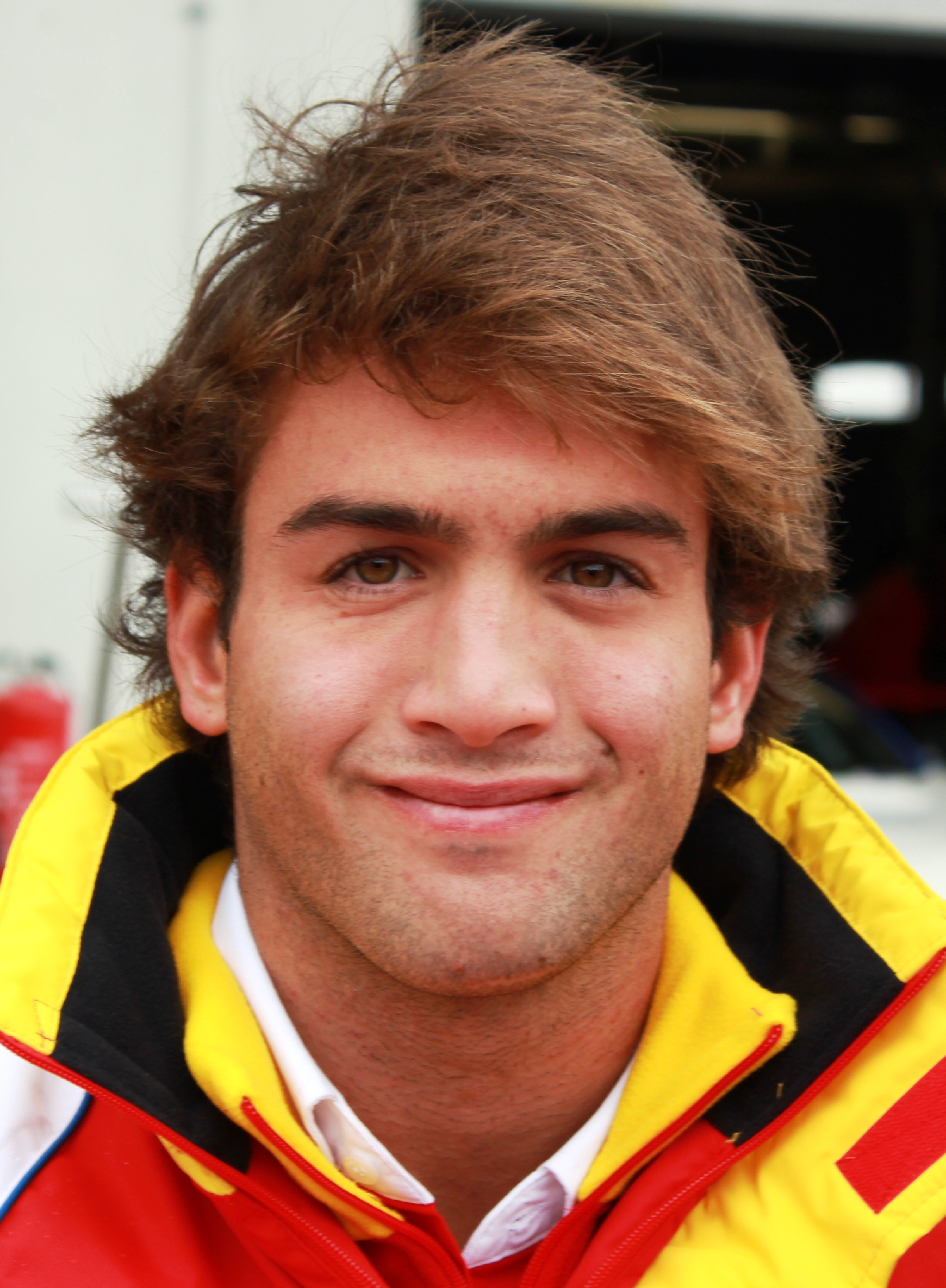
André Negrão in 2011.

André Negrão (São Paulo, 17 juni 1992) is een Braziliaans autocoureur. Hij is de neef van Alexandre Sarnes Negrão, die eveneens autocoureur is.

## Carrière

### Formule Renault
Negrão begon zijn autosportcarrière in het formuleracing in de Formule Junior FR2.0 Portugal Winter Series voor het team Epsilon Sport in 2008. Hij eindigde als derde in het kampioenschap met één podiumplaats en 20 punten. In de Formule Renault 2.0 WEC was hij een gastrijder op Magny-Cours en Barcelona.
In 2009 nam Negrão deel aan zowel de Italiaanse Formule Renault 2.0 en de LO Formule Renault 2.0 Zwitserland voor het team Cram Competition. Hij eindigde als vijftiende in beide kampioenschappen, met respectievelijk 66 en 36 punten.
In 2010 rijdt Negrão in de Eurocup Formule Renault 2.0 voor Cram Competition. Hij eindigde als dertiende in het kampioenschap met 25 punten en als beste resultaat een derde plaats in de tweede race op Spa-Francorchamps. Ook rijdt hij gastraces in de Formule Renault 2.0 NEC en de Formule Renault BARC.
In 2011 stapt Negrão over naar de Formule Renault 3.5 Series voor het team International DracoRacing, met Stéphane Richelmi als teamgenoot. Hij behaalde 20 punten, met als beste resultaat twee zesde plaatsen, en eindigde hiermee als twintigste in het kampioenschap.
In 2012 blijft Negrão in de Formule Renault 3.5 rijden voor Draco, maar heeft met Nico Müller een nieuwe teamgenoot. In de tweede race op de Nürburgring behaalde hij zijn eerste podiumplaats met een derde plaats. Mede hierdoor eindigt hij als vijftiende in het kampioenschap met 36 punten.
In 2013 bleven Negrão en Müller rijden in de Formule Renault 3.5 voor Draco. Negrão behaalde één pole position op de Hungaroring en ook één podiumplaats op het Circuit Paul Ricard, waarmee hij als tiende in het kampioenschap eindigde met 51 punten.
In 2015 maakte Negrão zijn comeback in de Formule Renault 3.5 voor Draco tijdens het raceweekend op het Circuit Bugatti als vervanger van Pietro Fantin.

### Formule 3
In 2009 maakte Negrão zijn debuut in het Zuid-Amerikaanse Formule 3-kampioenschap. Hij nam deel aan de ronden op het Piriápolis Street Circuit en het Autódromo José Carlos Pace voor het team Kemba Racing.
In 2010 nam Negrão deel aan de eerste Formule 3 Brazilië Open voor het team Cesário Fórmula. In de finalerace eindigde hij als tweede achter William Buller.
In 2012 nam Negrão opnieuw deel aan de Formule 3 Brazilië Open, nu voor het team Hitech Racing Brazil. Opnieuw eindigde hij als tweede, dit keer achter Lucas Foresti.

### GP2
In 2014 maakte Negrão zijn debuut in de GP2 Series. Hij kwam hier uit voor het team Arden International naast René Binder. Tijdens het achtste raceweekend op Spa-Francorchamps behaalde hij zijn eerste punten, maar vanaf toen scoorde hij in slechts twee races niet. Uiteindelijk werd hij twaalfde in de eindstand met 31 punten.
In 2015 bleef Negrão voor Arden in de GP2 rijden, maar kreeg met Norman Nato wel een nieuwe teamgenoot. Het team was echter hard achteruit gegaan en hij scoorde slechts vijf punten op het Bahrain International Circuit en het Yas Marina Circuit en werd zo slechts twintigste in het kampioenschap.

### Indy Lights
In 2016 maakt Negrão zijn debuut in de Indy Lights voor het team Schmidt Peterson Motorsports.